# Ariadna araucana
Espèce
Ariadna araucana est une espèce d'araignées aranéomorphes de la famille des Segestriidae.

## Distribution
Cette espèce est endémique du Chili. Elle se rencontre dans les régions du Maule, du Biobío, d'Araucanie, des Fleuves, des Lacs et d'Aisén.

## Description
Le mâle holotype mesure 8,24 mm et la femelle paratype mesure 10,59 mm.
Le mâle décrit par Giroti et Brescovit en 2018 mesure 9,92 mm et la femelle 12,32 mm, les mâles mesurent de 7,2 à 9,92 mm et les femelles de 12,32 à 15,84 mm.

## Étymologie
Son nom d'espèce lui a été donné en référence au lieu de sa découverte, l'Araucanie.

## Publication originale
- Grismado, 2008 : A taxonomic revision of the spider genus Ariadna Audouin, 1826 in Argentina and Chile, with the description of five new species (Arachnida, Araneae, Segestriidae). Zoosystema, vol. 30, p. 333-360.